# Wastelands (singel)
„Wastelands” – singel amerykańskiego zespołu Linkin Park, który został wydany 2 czerwca 2014 roku przez Warner Bros. Records. Jest to trzeci singel z albumu The Hunting Party.

## Lista utworów
- Digital download (2 czerwca 2014)[1]

1. „Wastelands” – 3:15

## Twórcy
- Chester Bennington – wokale
- Mike Shinoda – rap, pianino, gitara rytmiczna, syntezator
- Brad Delson – gitara solowa
- Joe Hahn – samplery, programowanie
- Phoenix – gitara basowa, chórki
- Rob Bourdon – perkusja, instrumenty perkusyjne

## Notowania na listach przebojów
| Kraj/Region | Lista (2014)                | Najwyższa pozycja |
| ----------- | --------------------------- | ----------------- |
| Węgry       | Single (track) Top 20 lista | 17                |
| Portugalia  | Singles Top 50              | 29                |
| Australia   | Top 100 Singles             | 71                |
| Francja     | Top 200 Singles             | 76                |